# Eve Sweet
Eve Sweet, née le 8 avril 1995, est une actrice pornographique roumaine. Elle commence sa carrière en 2021.

## Carrière
Eve Sweet est née en Roumanie mais a été élevée dans le Pays basque espagnol.
Avant de faire son entrée dans l'industrie du cinéma pour adultes, Eve Sweet a été hôtesse de l'air. Elle a démarré sa carrière à Paris, en 2020 comme modèle, puis comme danseuse exotique. Elle a rapidement évolué vers la création de clips sur le site istripper.com et s’est fait remarquer pour ses performances en solo et en duo. Après ses performances solo, elle tourne une douzaine de scènes pour MetArt.com, premier studio à l’avoir engagée.
En 2022, elle est contactée par Vixen Media Group qui lui propose un contrat d’1 an comprenant 10 scènes pour Vixen et 8 scènes pour Blacked,. Elle fait donc ses débuts pour Blacked, une marque du studio, dans une scène intitulée Scorned. Cette année là, elle tournera 13 scènes pour les différentes marques du groupe Vixen Media tel que Balcked Raw, Vixen et Slayed, lui donnant l’opportunité d’être dirigée par des réalisateurs primés comme Laurent Sky et Julia Grandi. Ces scènes l’amènent à tourner dans différents décors comme la Corse, la République dominicaine et les îles Turques-et-Caïques. Son travail avec Vixen Media Group et Dorcel a propulsé sa carrière à l’international.
L'année 2023 a été marquante pour elle, avec une nomination pour l'AVN Award de la Meilleure Scène de Sexe 100% Féminine Internationale grâce à la scène Parasited dans The Camp(1). Elle a également été mise en avant dans des productions à gros budget comme Life Coach de Dorcel, réalisé par Anna Polina et la série Long Con de Vixen Media Group. L'un de ses moments marquants de 2023 a été son premier rôle dans une scène de double pénétration, marquant un tournant important dans sa carrière. Elle a aussi participé à des projets comme Hotel Vixen Season 2 et Pornochic – Eve & Clémence, où elle a collaboré avec d'autres grandes figures du genre.
En 2024, elle est présente l'AVN Adult Entertainment Expo  et, plus tard dans l’année, obtient la première récompense de sa carrière, à savoir le XBIZ Europa Award de la meilleure scène de sexe gonzo dans Sweet And Petite Eve Takes BBC All Night Long. Au mois de septembre, elle fait la une du magazine Hustler où 14 pages lui sont consacrées. En octobre, un sujet lui est consacré dans le magazine X3. Mais c’est lors de 42e cérémonie des AVN Awards, en janvier 2025, qu’elle obtient le premier titre majeur individuel de sa carrière en remportant l’award de l’Interprète Féminine Internationale de l’année.
Le 21 avril 2025, ses débuts avec la société de production Brazzers sont annoncés. Pour l’occasion, elle apparaît à l’écran aux côtés de Xander Corvus dans une scène intitulée Horny Gymnast ,.

## Image sur les réseaux sociaux
Au-delà de ses performances sur grand écran, Eve Sweet est également très active sur les réseaux sociaux, où elle dévoile des facettes plus personnelles de sa personnalité. TikTok, Instagram et X sont devenus des espaces où elle peut interagir librement avec ses fans. Elle y publie régulièrement des vidéos où elle explore des tendances, montre son sens de l'humour et partage des moments en lingerie sexy. « C’est un espace où je peux laisser ma créativité s’exprimer librement, bien au-delà des contraintes des studios », a-t-elle confié. Ces vidéos permettent à Eve Sweet de se connecter à un public plus large, au-delà de l’univers du film pour adultes, et de partager des aspects souvent invisibles de sa personnalité,.

## Récompense
AVN Awards :
- 2025 : Interprète Féminine Internationale de l'année

XBEU :
- 2024 : Meilleure scène de sexe gonzo